# F1 2012
F1 2012 — компьютерная игра в жанре автосимулятора, основанная на сезоне 2012 чемпионата Формулы-1, а также является продолжением F1 2010 и F1 2011. Это четвёртая по счёту игра серии, выпущенная после того, как Codemasters выкупила права на выпуск официальных игр по Формуле-1. Анонс игры состоялся 18 марта 2012 года и был прикреплён к первой гонке этого сезона. Сама игра вышла в сентябре 2012 года. Примечательно, что игра использует движок EGO.
Чуть позже, а именно 20 декабря 2012 года, состоялся релиз версии игры для Mac OS X, выпущенной Feral Interactive.

## Отзывы
| Сводный рейтинг | Сводный рейтинг                        |
| Агрегатор       | Оценка                                 |
| --------------- | -------------------------------------- |
| GameRankings    | 84,30 % (X360) 80,61 % (PS3)           |
| Metacritic      | 80/100 (PC) 81/100 (PS3) 84/100 (X360) |

Игра получила преимущественно положительные отзывы. На сайте-агрегаторе Metacritic средняя оценка игры составляет 80 из 100 на основе 15 обзоров для платформы PC, 81 из 100 на основе 23 обзоров для платформы PS3, 84 из 100 на основе 42 обзоров для платформы Xbox 360.
F1 2012 была номинирована как Лучшая гоночная игра на Video Game Awards 2012, однако уступила награду Need for Speed: Most Wanted.
Летом 2018 года, благодаря уязвимости в защите Steam Web API, стало известно, что точное количество пользователей сервиса Steam, которые играли в игру хотя бы один раз, составляет 363 358 человек.